# The Family Man
The Family Man is een Amerikaanse romantische filmkomedie met fantasy-elementen uit 2000 onder regie van Brett Ratner. Hoofdrollen worden vertolkt door Nicolas Cage en Téa Leoni. Cage produceerde de film zelf met zijn bedrijf Saturn Films.
De film vertoont qua verhaal overeenkomsten met It's a Wonderful Life, en wordt ook vaak vergeleken met A Christmas Carol.

## Verhaal
De film draait om Jack Campbell, een rijke, single Wall Street-arbitrageant. Hij woont in een ruim appartement in New York. Op een avond krijgt hij een telefoontje van zijn vriendin Kate, die hij jaren terug heeft verlaten voor een reis naar Londen. Hij besluit haar de volgende dag terug te bellen. Voor hij die avond naar bed gaat, bezoekt hij nog een gemakswinkel. Hier overtuigt hij een kwade lottospeler bijgenaamd Cash om de winkeluitbater niet neer te schieten, en biedt aan hem te helpen.
De volgende dag is het Kerstmis. Wanneer Jack wakker wordt, ligt hij niet in zijn appartement maar in een huis in New Jersey. Hij blijkt opeens te zijn getrouwd met Kate en twee kinderen te hebben. Hij haast zich terug naar zijn kantoor, maar niemand daar herkent hem. Hij ontmoet Cash weer, die hem vertelt dat hij in een parallel universum is beland waarin hij zijn vriendin nooit heeft verlaten. Hij leeft nu het leven dat hij had kunnen hebben.
Het nieuwe leven is hard wennen voor Jack. Hij leidt nu een eenvoudig bestaan als bandenverkoper. Kate is een non-profitadvocaat. Jack maakt in zijn begindagen enkele zware blunders als familieman. Jacks dochter ontdekt al snel wat er gaande is en besluit haar vader te helpen zich staande te houden in zijn nieuwe leven. Al snel gaat het Jack beter af, en hij gaat zijn leven als familieman zelfs leuk vinden.
Uiteindelijk concludeert Cash dat Jack zijn lesje heeft geleerd, en brengt hem terug naar zijn eigen universum. Hij zoekt snel contact met Kate, die in dit universum een succesvol advocaat is geworden. Hij houdt haar tegen voor ze naar Parijs kan gaan voor zaken, en vertelt haar wat hij heeft meegemaakt. Geschokt maar wel onder de indruk van zijn verhaal besluit ze hem een tweede kans te geven en hun relatie weer op te bouwen.

## Rolverdeling
| Acteur         | Personage      |
| -------------- | -------------- |
| Nicolas Cage   | Jack Campbell  |
| Téa Leoni      | Kate Reynolds  |
| Don Cheadle    | Cash           |
| Jeremy Piven   | Arnie          |
| Saul Rubinek   | Alan Mintz     |
| Josef Sommer   | Peter Lassiter |
| Makenzie Vega  | Annie Campbell |
| Harve Presnell | Big Ed         |
| Mary Beth Hurt | Adelle         |
| Amber Valletta | Paula          |

## Prijzen en nominaties
Actrice Téa Leoni won voor haar hoofdrol een Saturn Award, terwijl de film zelf ook voor deze prijs werd genomineerd in de categorie 'beste fantasyfilm'.
De film won tevens een BMI Film Music Award, een Blockbuster Entertainment Award voor favoriete acteur (Nicolas Cage) en een Young Artist Award voor Best Performance in a Feature Film - Young Actress Age Ten or Under (Makenzie Vega)